# Coppa del Brasile 2023 (pallavolo maschile)
La Coppa del Brasile 2023 si è svolta dal 25 gennaio al 5 marzo 2023: al torneo hanno partecipato otto squadre di club brasiliane e la vittoria finale è andata per la settima volta al Sada.

## Regolamento

### Formula
Le squadre hanno disputato quarti di finale in gara unica, accoppiate col metodo della serpentina e in casa delle quattro formazioni meglio classificate al termine del girone di andata di Superliga Série A 2022-23; le formazioni vincenti hanno poi disputato una final-4, con semifinali e finale in gara unica.

### Criteri di classifica
Se il risultato finale è stato di 3-0 o 3-1 sono stati assegnati 3 punti alla squadra vincente e 0 a quella sconfitta, se il risultato finale è stato di 3-2 sono stati assegnati 2 punti alla squadra vincente e 1 a quella sconfitta.
Per determinare la classifica dalla 5ª all'8ª posizione e dalla 3ª alla 4ª posizione, si tiene conto del numero di punti ottenuto rispettivamente dalle quattro formazioni eliminate ai quarti di finale e dalle due formazioni eliminate nelle semifinali durante la fase di qualificazione (i quarti di finale). In caso di parità, l'ordine del posizionamento in classifica è stato definito in base all'indice tecnico, i cui criteri sono:
- Punti;
- Ratio dei set vinti/persi;
- Ratio dei punti realizzati/subiti.
- Scontro diretto;
- Sorteggio[2].

In caso di walkover, la formazione qualificata al turno successivo è considerata vincitrice per 3-0 (25-0, 25-0, 25-0).

## Squadre partecipanti
| Squadra         | Qualificazione                                      |
| --------------- | --------------------------------------------------- |
| ABCD            | 8ª al girone di andata di Superliga Série A 2022-23 |
| Amigos do Vôlei | 7ª al girone di andata di Superliga Série A 2022-23 |
| BVC             | 2ª al girone di andata di Superliga Série A 2022-23 |
| Índios Guarus   | 6ª al girone di andata di Superliga Série A 2022-23 |
| Minas           | 3ª al girone di andata di Superliga Série A 2022-23 |
| Sada            | 1ª al girone di andata di Superliga Série A 2022-23 |
| Sesi            | 4ª al girone di andata di Superliga Série A 2022-23 |
| Suzano          | 5ª al girone di andata di Superliga Série A 2022-23 |

## Torneo

### Tabellone
|  | Quarti di finale | Quarti di finale | Quarti di finale |  |   | Semifinali      | Semifinali | Semifinali |  |   | Finale | Finale          | Finale |
|  |                  |                  |                  |  |   |                 |            |            |  |   |        |                 |        |
|  | 1                | Sada             | 3                |  |   |                 |            |            |  |   |        |                 |        |
|  | 1                | Sada             | 3                |  |   |                 |            |            |  |   |        |                 |        |
|  | 8                | ABCD             | 0                |  |   |                 |            |            |  |   |        |                 |        |
|  | 8                | ABCD             | 0                |  | 1 | Sada            | 3          |            |  |   |        |                 |        |
|  |                  |                  |                  |  | 1 | Sada            | 3          |            |  |   |        |                 |        |
|  |                  |                  |                  |  |   | 5               | Suzano     | 2          |  |   |        |                 |        |
|  | 4                | Sesi             | 1                |  |   | 5               | Suzano     | 2          |  |   |        |                 |        |
|  | 4                | Sesi             | 1                |  |   |                 |            |            |  |   |        |                 |        |
|  | 5                | Suzano           | 3                |  |   |                 |            |            |  |   |        |                 |        |
|  | 5                | Suzano           | 3                |  |   |                 |            |            |  | 1 | Sada   | 3               |        |
|  |                  |                  |                  |  |   |                 |            |            |  | 1 | Sada   | 3               |        |
|  |                  |                  |                  |  |   |                 |            |            |  |   | 7      | Amigos do Vôlei | 0      |
|  | 2                | BVC              | 2                |  |   |                 |            |            |  |   | 7      | Amigos do Vôlei | 0      |
|  | 2                | BVC              | 2                |  |   |                 |            |            |  |   |        |                 |        |
|  | 7                | Amigos do Vôlei  | 3                |  |   |                 |            |            |  |   |        |                 |        |
|  | 7                | Amigos do Vôlei  | 3                |  | 7 | Amigos do Vôlei | 3          |            |  |   |        |                 |        |
|  |                  |                  |                  |  | 7 | Amigos do Vôlei | 3          |            |  |   |        |                 |        |
|  |                  |                  |                  |  |   | 3               | Minas      | 1          |  |   |        |                 |        |
|  | 3                | Minas            | 3                |  |   | 3               | Minas      | 1          |  |   |        |                 |        |
|  | 3                | Minas            | 3                |  |   |                 |            |            |  |   |        |                 |        |
|  | 6                | Índios Guarus    | 1                |  |   |                 |            |            |  |   |        |                 |        |
|  | 6                | Índios Guarus    | 1                |  |   |                 |            |            |  |   |        |                 |        |

### Risultati

#### Quarti di finale
| 25 gennaio 2023 Ginásio Poliesportivo do Riacho, Contagem Durata: ? - Spettatori: ?   | Sada  | 3 - 0 | ABCD            | 27-25, 25-13, 25-21               |
| 25 gennaio 2023 Ginásio Marcello de Castro Leite, San Paolo Durata: ? - Spettatori: ? | Sesi  | 1 - 3 | Suzano          | 20-25, 21-25, 25-21, 23-25        |
| 26 gennaio 2023 Ginásio do Taquaral, Campinas Durata: ? - Spettatori: ?               | BVC   | 2 - 3 | Amigos do Vôlei | 25-23, 19-25, 25-21, 18-25, 13-15 |
| 25 gennaio 2023 Arena Juscelino Kubitschek, Belo Horizonte Durata: ? - Spettatori: ?  | Minas | 3 - 1 | Índios Guarus   | 23-25, 25-19, 25-20, 25-21        |

#### Semifinali
| 4 marzo 2023 Arena Jaraguá, Jaraguá do Sul Durata: ? - Spettatori: ? | Sada            | 3 - 2 | Suzano | 19-25, 25-22, 28-30, 25-23, 15-7 |
| 4 marzo 2023 Arena Jaraguá, Jaraguá do Sul Durata: ? - Spettatori: ? | Amigos do Vôlei | 3 - 1 | Minas  | 25-18, 20-25, 29-27, 25-19       |

#### Finale
| 5 marzo 2023 Arena Jaraguá, Jaraguá do Sul Durata: ? - Spettatori: ? | Sada | 3 - 0 | Amigos do Vôlei | 25-18, 25-21, 25-23 |

## Classifica finale
| Pos | Squadre         |
| --- | --------------- |
| 1   | Sada            |
| 2   | Amigos do Vôlei |
| 3   | Minas           |
| 4   | Suzano          |
| 5   | BVC             |
| 6   | Sesi            |
| 7   | Índios Guarus   |
| 8   | ABCD            |